# F.C. De Kampioenen 4: Viva Boma!
F.C. De Kampioenen 4: Viva Boma! is een Vlaamse film, geregisseerd door Jan Verheyen. De film is het vervolg op F.C. De Kampioenen 3: Forever uit 2017 en de vierde langspeelfilm gebaseerd op de televisieserie F.C. De Kampioenen. De titel verwijst naar de nieuwe worst van Balthasar Boma, die gelanceerd wordt op het carnaval in Aalst. Viva Boma is op 10 december 2019 in avant-première gegaan en op 18 december 2019 was de 'gewone' première.
Voor deze film werkte de ploeg van F.C. De Kampioenen samen met de Aalsterse carnavalsvereniging AKV De Lodderoeigen. Zij maakten in overleg met de ploeg de wagen, kostuums en attributen die in de film te zien zijn. 
Dit is de laatste productie van F.C. De Kampioenen waarin Johny Voners zijn rol als Xavier Waterslaeghers speelt. Voners overleed enkele maanden na de première van de film.  

## Verhaal
Ronald Decocq wordt door Boma en Goedele klaargestoomd als nieuwe 'PDG' van de Boma Vleesindustrie nv. Maar zijn hart ligt meer bij het voetbal en bij Niki, zijn nieuwe vlam.
Terwijl de Kampioenen een promotiestunt voorbereiden om de Viva Boma te lanceren tijdens Aalst Carnaval, zien eeuwige vijanden Fernand Costermans en Dimitri De Tremmerie hun kans schoon om de Kampioenen voorgoed uit te schakelen.

## Rolverdeling

### Hoofdrollen
| Acteur              | Personage             |
| ------------------- | --------------------- |
| Marijn Devalck      | Balthasar Boma        |
| Danni Heylen        | Pascale De Backer     |
| An Swartenbroekx    | Bieke Crucke          |
| Ann Tuts            | Doortje Van Hoeck     |
| Loes Van den Heuvel | Carmen Waterslaeghers |
| Johny Voners        | Xavier Waterslaeghers |
| Herman Verbruggen   | Marc Vertongen        |
| Tuur De Weert       | Maurice de Praetere   |
| Ben Rottiers        | Pol De Tremmerie      |
| Jacques Vermeire    | Dimitri De Tremmerie  |
| Jaak Van Assche     | Fernand Costermans    |
| Machteld Timmermans | Goedele Decocq        |
| Niels Destadsbader  | Ronald Decocq         |
| Bab Buelens         | Niki De Tremmerie     |

### Bijrollen
| Acteur                | Personage                         |
| --------------------- | --------------------------------- |
| Billie Verbruggen     | Paulien Vertongen                 |
| Luk D'Heu             | Freddy Van Overloop               |
| Warre Borgmans        | François                          |
| Danny Timmermans      | pastoor                           |
| Guga Baúl             | Danny                             |
| Ann Hendrickx         | klant bij Begrafenissen Vertongen |
| Liesa Naert           | Chouchou (meisje van de Pussycat) |
| Jits Van Belle        | Bijou (meisje van de Pussycat)    |
| Julie Vermeire        | Marleen (meisje van de Pussycat)  |
| Jakob Beks            | Bernard Theofiel Waterslaeghers   |
| Carry Goossens        | Oscar Crucke                      |
| Stella Kitoga Bitondo | Gratienne                         |
| Xander De Rycke       | lijk (cameo)                      |
| Walter Damen          | cameo                             |
| Peter Van de Veire    | cameo                             |
| Miguel Wiels          | cameo                             |
| Thomas Vincke         | cameo                             |
| Stijn Tondeleir       | cameo                             |
| David Steegen         | cameo                             |
| Frank Raes            | cameo                             |
| Sven Kums             | cameo                             |

## Prijzen
Op het gala van de gouden K's 2019 op 25 januari 2020 won F.C. De Kampioenen 4: Viva Boma! de prijs in de categorie "Bioscoopfilm van het jaar". 
In januari 2021 won de film de Vlaamse Box Office Award